# Tres Regnes
L'època dels Tres Regnes és el període comprès entre la fundació de Wei, l'any 220, i la conquesta de Wu, l'any 280, per part de la dinastia Jin (265-420); els historiadors xinesos solen marcar-ne el seu inici amb la rebel·lió dels turbants grocs, el 184.
Els tres regnes foren Wèi (魏), Shǔ (蜀), i Wú (吳). Per tal de distingir aquests estats històrics d'altres estats xinesos amb el mateix nom, els historiadors afegiren un altre caràcter: Wei també és conegut com a Cáo Wèi (曹魏), Shu com Shǔ Hàn (蜀漢), i Wu com a Dōng Wú o Wu Oriental (東吳). El terme Tres Regnes en si mateix és un error de traducció, ja que cada estat fou encapçalat per un emperador que al·legà la legítima successió de la dinastia Han, no per reis. No obstant això, el terme ha esdevingut estàndard entre els sinologistes.
La més primerenca, i «no oficial», part del període, aquella que abraça els anys que transcorren del 190 al 220, fou caracteritzada per les caòtiques lluites entre els senyors de la guerra que es succeïren en diverses parts de la Xina. Durant la part central del període, de 220 i 263, hi hagué un acord militar més estable entre tres estats rivals, Cao Wei, Han Shu, i Wu Oriental. I en l'última part d'aquest període, la situació tripartida col·lapsà: en primer lloc, la destrucció de Shu Wei (263), a continuació, el derrocament de Wei, per part de la Dinastia Jin (265), i, per acabar, la destrucció de Wu per part de Jin (280).
Tot i la seva relativa brevetat, aquest període històric s'ha vist molt representat en la cultura de la Xina, del Japó, de Corea, i del Vietnam. S'ha popularitzat i se'n fan òperes, contes populars, novel·les i, en temps més recents, pel·lícules, sèries de televisió i fins i tot videojocs. El més conegut d'ells és, sens dubte, el Romanç dels Tres Regnes, un conte fictici de l'època que es basa en gran manera en la història. L'autoritat del registre històric de l'època és del Sanguo Zhi, de Chen Shou, juntament amb les posteriors marcacions de Pei Songzhi al text.
El període dels Tres Regnes és un dels més sagnants de la història xinesa. Un cens de població a la darreria de la Dinastia Oriental Han informava d'una població d'aproximadament 50 milions, mentre que un cens de població a principis de la dinastia Occidental Jin (després de la reunificació de la Xina, duta per Jin) parlava d'una població d'uns, aproximadament, 16 milions. Fins i tot tenint en compte les possibles inexactituds d'aquests censos, un gran percentatge de la població fou aniquilada durant les constants guerres lliurades durant aquests anys.